# Mammalógia
A mammalógia az emlősökkel foglalkozó biológiai tudományág, a zoológia egyik tudományterülete. Nevezik emlőstannak, illetve theriológiának is. Az emlőstant művelő zoológusokat mammalógusoknak is szokták nevezni.

## Etimológia
A mammalógia elnevezés az emlősök tudományos nevének (Mammalia), valamint az ógörög λογος (lógosz) (=tan, tudomány) kifejezésnek az összevonásából származik. Az elnevezést legelőször Anselme Gaëtan Desmarest használta 1820-ban.

## További területek
A mammalógia mellett, vagy azon belül önálló ismeretágként különíthető el a főemlősökkel foglalkozó primatológia, a kutyafélékkel foglalkozó kinológia, a ceteket kutató cetológia, illetve a lófélékkel foglalkozó hippológia is.